# Sitkinak
Sitkinak è un'isola del sottogruppo delle Trinity che fanno parte dell'arcipelago Kodiak e sono situate nel golfo dell'Alaska, (USA). Si trova a sud della punta meridionale dell'isola Kodiak e ad est dell'altra fra le maggiori Trinity: l'isola Tugidak. Amministrativamente appartiene al Borough di Kodiak Island ed è disabitata.
Sitkinak ha una superficie di 235,5 km² e il punto più alto è di 61 m. Assieme a Tugidak è un'area protetta e fa parte del Alaska Maritime National Wildlife Refuge.
Sitkinak è il nome esquimese dell'isola, registrato dal tenente Saryčev nel 1826 come Ostrov Sitkhunak, e ancora con grafie diverse: Sitchunack da von Krusenstern nel 1826 e Sitkhinak da Teben'kov nel 1852.